# Skogshem & Wijk Meetings Events

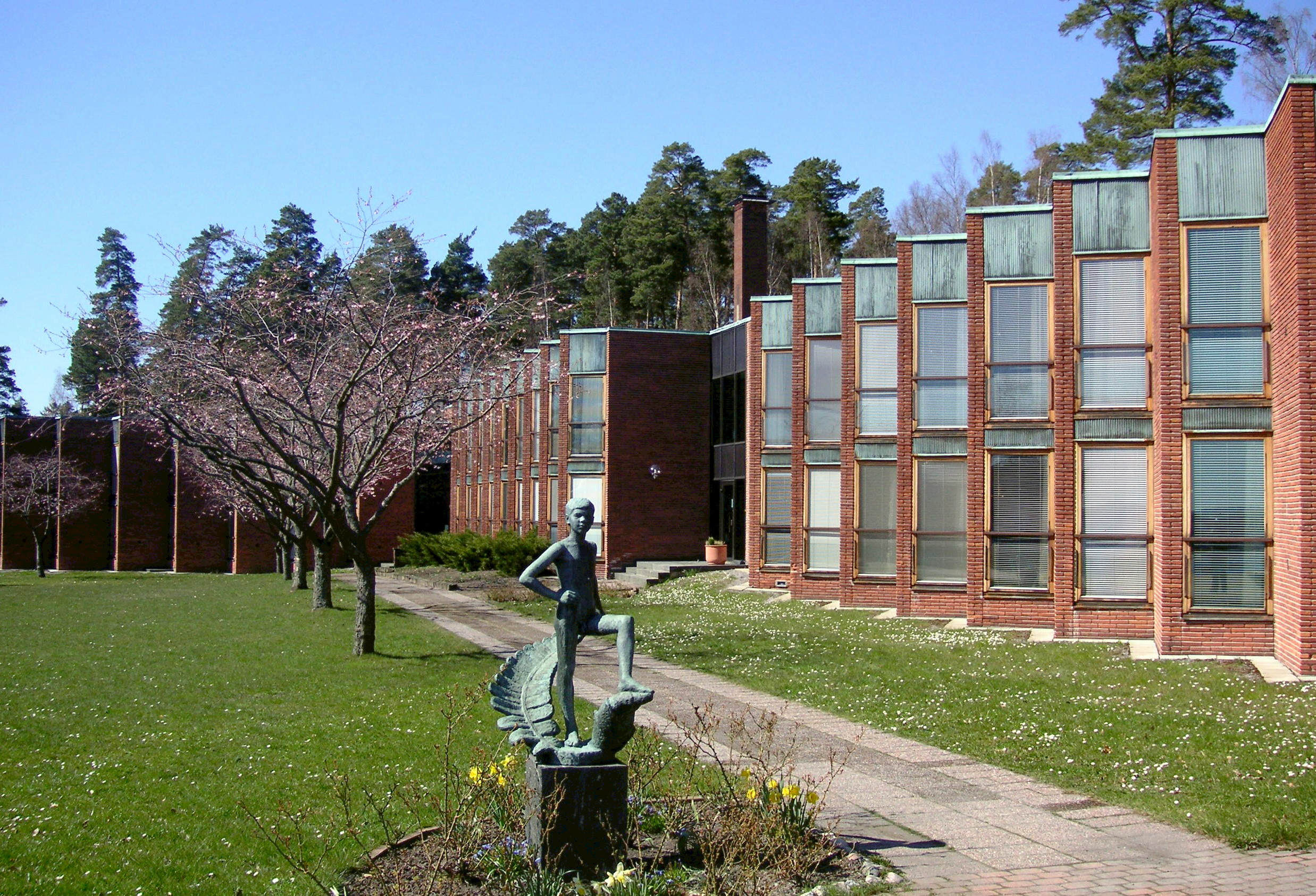
Skogshem i april 2008

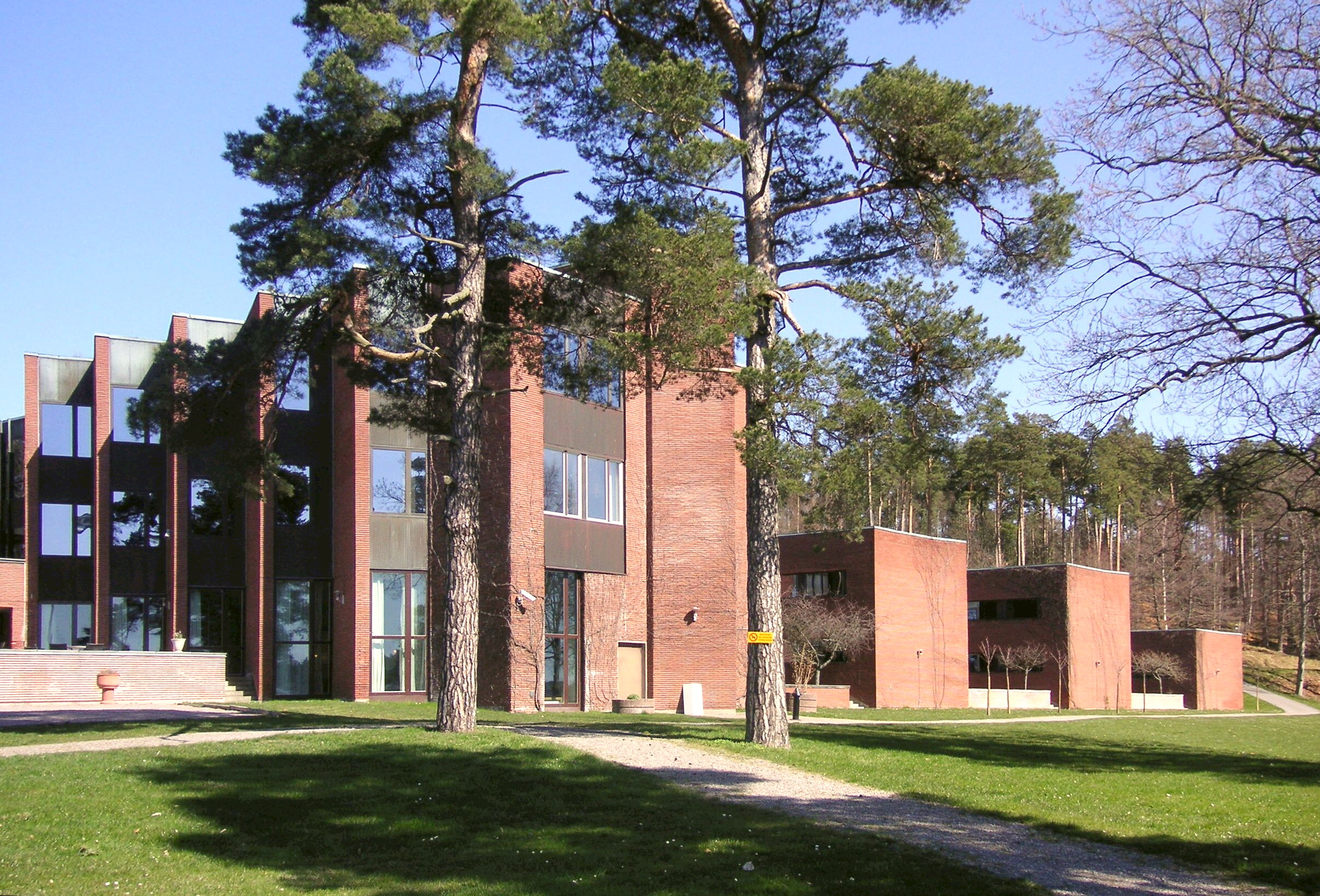
Skogshem i april 2008

Skogshem & Wijk Meetings Events är ett svenskt företag som äger de två kurs- och konferensanläggningarna Skogshem och Wijk på Elfvikslandet på Lidingö.

## Historik
Skogshem invigdes 1958 och Wijk 1969. Båda husen är ritade av arkitekt Anders Tengbom. Parken gestaltades av landskapsarkitekten Walter Bauer.
Uppdragsgivare till Tengbom och ägare var från början Svenska Arbetsgivarföreningen, SAF, som ville ha en kurs- och konferensanläggning för den utbildningsverksamhet som redan bedrivits under ett par decennier. Själva utbildningarna på kursgårdarna administrerades av Arbetsledareinstitutet (ALI) och Rationaliseringstekniska institutet (RATI). 1981 slogs ALI-RATI ihop med PA-rådet och bytte namn till Svenska Managementgruppen (Mgruppen) som fortsatte driva verksamheten på Skogshem & Wijk 
1991 övertogs ägandet av personalen, chefsorganisationen Ledarna och Silf. 2000 togs personalens ägarandel över av Handelshögskolan i Stockholms företag HHS Executive Education. Detta fusionerades 2004 med Institutet för Företagsledning, vilket ledde till att företaget IFL vid Handelshögskolan i Stockholm AB skapades.  
Sedan mars 2006 är anläggningen privatägd.